# Жилник, Слободан
Конрад Викторович «Слободан» Жилник (серб. Конрад Виктора «Слободан» Жилник, словен. Konrad Viktorja «Slobodan» Žilnik; 16 декабря 1919, Капля-Вас — 4 марта 1944, Козя) — югославский партизан, участник Народно-освободительной войны Югославии, один из инициаторов антифашистского движения в Словении и Сербии. Народный герой Югославии.

## Биография
Родился 16 февраля 1919 года в Капле-Вас, на территории современной Словении в семье плотника Виктора Жилника. В поисках работы его отец перебрался с семьёй в 1936 году, где устроился работать военным портным. Окончив школу, Слободан в 17 лет отправился работать на кожевенную фабрику в Нише. В молодости вступил в рабочее движение, куда попали и его родители. Неоднократно участвовал в акциях протеста и стачках в Нише, в 1937 году был принят в Союз коммунистов Югославии.
В 1941 году, находясь на военной службе, Слободан вступил в бои с немцами в рамках Апрельской войны. После капитуляции Югославии бежал в Ниш, скрываясь от немецких оккупантов, где начал собирать партизанские силы. 22 июня 1941 года был включён в Нишский райком Компартии, получил должность в отделе по вопросам снабжения партизанских войск. Участвовал в формировании Озренского и Топлицкого партизанских отрядов близ Ястребаца. В составе Топлицкого отряда принял боевое крещение во время штурма гостиницы «Парк» в Нише 2 августа 1941 года. В партизанских войсках пользовался псевдонимом «Конрад».
В битве близ Житораца 12 октября 1941 года столкнулся с чётниками Косты Печанаца и был ранен, а руководитель отряда Никола Коконешевич-Дунджерский был убит. После лечения Слободан перебрался в город Толице, где продолжил партизанскую борьбу. В составе Ябланского партизанского отряда участвовал в осаде шахты Леце: переодевшись в немецкую униформу, он пробрался в немецкий тыл и убил несколько немцев, чем облегчил задачу. В конце ноября 1941 года по приказу партии был командирован в Озренский партизанский отряд, который пытался лично восстановить и заново ввести в бой (в предыдущих боях погибло всё командование отряда). В феврале 1942 года возглавил восстановленный отряд, который состоял из 60 бойцов. С новыми подчинёнными он участвовал в различных боях: стычке с колонной жандармов в селе Ражань; бои против чётников в селе Попчицы и близ Пирковаца; бои против объединённых сил болгар, чётников и сербских коллаборационистов-«лётичевцев» в Бели-Потоке и на Црни-Врхе; осаде и уничтожению угольной шахты близ Сокобани; покушение на коменданта оккупированного Княжеваца; ликвидации штаба чётников близ Парачина.
После формирования Тимоцкого партизанского батальона Слободан покинул пост командира и остался на должности члена Нишского райкома и политрука. В конце 1943 года вместе с батальоном он достиг региона Пирот, где повстречался с партизанами Душана Тацковича. Там вместе Жилник сотоварищи занялись созданием некоторых новых отрядов и организаций из партизан. По пути домой, близ села Паеж 27 февраля 1944 года партизан взяли в кольцо болгары и чётники. При попытке прорвать кольцо окружения Слободан получил тяжёлое ранение и попал в плен. Чётники перевели его в село Козя, где Жилнику стало хуже: кровотечение усилилось, и ему пришлось ампутировать ногу. Все дни своего плена Слободан проводил в сарае, ночуя на соломе. После долгих пыток и допросов чётники 4 марта 1944 года расстреляли полуживого Слободана.
6 июля 1953 года указом Иосипа Броза Тито покойному Слободану Жилнику было присвоено звание Народного героя Югославии посмертно. Отважному партизану был поставлен памятник в Нише после войны. В 2007 году словенскими и испанскими кинематографистами был снят документальный фильм о Слободане Жилнике.

## Семья
Жена Слободана Милица тоже участвовала в партизанской войне, была казнена гестаповцами. Сын Желимир пережил войну, воспитываясь у тётки, бабушки и дедушки, и впоследствии стал легендарным кинорежиссёром Югославии.